# Willy världsvan
Willy världsvan (i original Willy Fog) är en fiktivt lejon i två tecknade TV-serier baserade på Jules Vernes romanfigur Phileas Fogg från Jorden runt på 80 dagar.

## Around the World with Willy Fog
Första serien (originaltitel La Vuelta al Mundo de Willy Fog, på engelska Around the World with Willy Fog) från 1981 producerades av BRB Internacional och Nippon Animation. Willy bestämmer för att delta ut i en utmaning om att resa jorden runt samtidigt blir han misstänkt för ett bankrån. På hans resa följer hans nyanställda betjänt Rigadon (Jean Passepartout i boken) som båda senare möter Romy (Aouda). Både Rigadon och Romy är katter. Serien producerades i 26 avsnitt.

### Avsnittsguide
1. The Wager
2. Bon Voyage
3. The Mysterious Mademoiselle
4. The Temple of Doom
5. The Counterfeit
6. Bombay Adventure
7. The Enod of the Line
8. The Dealy Jungle
9. The Remarkable Rescue of Romy
10. A Present for Parsi
11. Guilty as Charged
12. Shipwreck
13. The Butler's Dilemma
14. En Route for Yokohama
15. Akita's Circus
16. Hawaiian Party
17. A Trip in a balloon
18. The Showdown
19. Moment of Truth
20. Warpaint in the West
21. A Very Special Train
22. Below Zero
23. Destination Liverpool
24. Fire Down Below
25. Last Train to London
26. What a Difference a Day Makes

## Willy Fog 2
Efter succén med första TV-serien kom Willy Fog 2 med 30 avsnitt av två berättelser baserade på Jules Vernes romaner En världsomsegling under havet och Till jordens medelpunkt. Den var också producerad av BRB Internacional och samarbete med Wang Film Production. Den visades i Sverige på TV3 under 1990-talet med titeln Willy världsvan.